# 胡林 (艾明亞南)
胡林（Húrin），是英國作家約翰·羅納德·魯埃爾·托爾金（J.R.R. Tolkien）的史詩式奇幻說《魔戒三部曲》中的虛構人物。
他建立了自己的家族，是剛鐸（Gondor）的宰相，任內經歷大瘟疫（Great Plague）和昂巴海盜的襲擊。

## 名字
胡林（Húrin）一名是辛達語，與第一紀元一位伊甸人英雄同名，意思可能是「活力之心」Vigorous heart。
他又被稱為「艾明亞南的胡林」（Húrin of Emyn Arnen），因為他來自於伊西立安（Ithilien）的山丘艾明亞南。

## 總覽
胡林是剛鐸的登丹人（Dunedain）。他的祖先與登丹人王室有血緣關係，也擁有純正的努曼諾爾人血統。他建立了胡林家族（House of Hurin），這支家族後來成為了剛鐸宰相和攝政王的掌有人。他的父母親均名字不詳。不清楚他有沒有任何兄弟姊妹。他的子女一樣是名字不詳。
他是剛鐸的宰相（Steward），為過至少三位國王服務，分別是米那迪爾、泰勒納（Telemnar）和塔龍鐸（Tarandor）。他宰相任內剛鐸經歷大動盪，遭到大瘟疫和昂巴海盜（Corsairs of Umbar）的蹂躪，胡林在這段混亂時期辛勤工作以維持剛鐸的秩序和恢復她的力量。

## 生平
托爾金的作品中沒有指明胡林的生卒年份，但可推測他是在第三紀元的十六世紀，大概是在艾明亞南（Emyn Arnen）出生。
儘管不清楚他確實擔任宰相的時間，但已知他是在米那迪爾（Minardil）國王的任內成為了剛鐸的宰相。1634年，米那迪爾被昂巴海盜殺害，其子泰勒納繼位，但旋即於兩年後在大瘟疫中病逝。胡林應該沒有在大瘟疫中過世，他很可能反而是協助年輕的泰勒納之姪塔龍鐸擔起國家重任，逐漸回復剛鐸的力量。
大概在第三紀元十七世紀末（或十八世紀初）時，胡林逝世，不清楚誰接任了他的宰相之位。不過自胡林以後，他的家族就成為了剛鐸國王委任宰相的第一選擇。

## 資料來源
1. 1 2 3 4  Encyclopedia of Arda:
2. 1 2 3 4  《魔戒三部曲》 2001年 聯經初版翻譯 附錄一帝王本紀及年表
3. 1 2  《中土世界的歷史》 Vol.12《中土世界的民族》 "The Heirs of Elendil"

| 前任： 不明 （宰相） | 剛鐸宰相及攝政王 | 繼任： 不明 最終至佩蘭多 |